# セントラル山系
セントラル山系（Sistema Central）は、イベリア半島中央部を東西に走る山系。スペインの3自治州とポルトガルの3県にまたがっており、グアダラマ山脈等を内包する。最高峰は標高2,592mのアルマンソール峰。

## 地理
北緯40度線のすぐ北側にあり、ドゥエロ川（ドウロ川）の流域とタホ川（テージョ川）の流域を隔てている。東西485km、南北90km。

### 地勢
セントラル山系はイベリア半島中央部の広大な台地であるメセタにおいて際立った地形であり、この山系はメセタをカスティーリャ・イ・レオン州などの北メセタとカスティーリャ＝ラ・マンチャ州などの南メセタに二分している。山系は東北東から西南西の向きに伸びており、西端はスペイン＝ポルトガル国境を超えてポルトガル領に至っている。学術用語としては「セントラル山系」という単語が用いられるが、地元住民はより小さな範囲でこの山系に言及することが一般的である。

### 地質
はっきりと共通な岩石組成や全体的な構造を持たないイベリコ山系とは異なり、セントラル山系の岩石組成はとても均質である。約2,500万年前のアルプス造山運動期に形成されたいくつかの地形で構成されている。

## 山脈・山地
主要な山脈・山地にはグアダラマ山脈があり、この山脈はマドリード州とカスティーリャ・イ・レオン州の州境となっている。グアダラマ山脈の西側にはグレドス山脈があり、この山脈はカスティーリャ・イ・レオン州とカスティーリャ＝ラ・マンチャ州、エストレマドゥーラ州の州境に沿っている。グレドス山脈にはセントラル山系の最高峰であるアルマンソール峰（2,592m）がある。
さらに西側のエストレーラ山脈はその大半がポルトガル領にある。ポルトガルの最高峰は大西洋に浮かぶアゾレス諸島ピコ島のピコ山（2,351m）であるが、エストレーラ山地のトーレ（1,993m）はポルトガルのイベリア半島部分における最高峰である。その他の主要な山地にはガタ山地やアイリョン山地がある。
セントラル山系の東端はペーラ山地、アルトス・デ・バラオーナ、ミニストラ山地などであり、これらの山地はイベリコ山系との遷移地帯にある。
中央部のグアダラマ山脈、西部のシウダ・ロドリーゴ付近のベハル山地およびフランシア山地はユネスコの生物圏保護区に指定されている。

### 山脈・山地の一覧
西から東の順に記した。
- ロウゾン山地（ポルトガル語版） トレヴィン（1,205m）
- モラダル山地（ポルトガル語版）
- エストレーラ山脈 トーレ（ポルトガル語版） （1,993m）
- ガタ山地（スペイン語版） ハラマ（1,492m）
- カンチェラ山地（セブアノ語版） ティエンダス峰（1,590m）
- フランシア山地（スペイン語版） アスティアーラ峰（1,735m）
- ベハル山地（スペイン語版） カンチャル・デ・ラ・セハ（2,430m）
- グレドス山脈 アルマンソール峰 （2,592m）
- オルカハーダ山地（スペイン語版） リスコ・デ・ラ・ウンブレーラ（1,562m）
- ビリャフランカ山地（スペイン語版） モロス岩山（2,059m）
- ピエドラ・アグーダ山地（スペイン語版） ピエドラ・アグーダ（1,817m）
- ラ・セロータ（スペイン語版） サント岩山（2,294m）
- オジョカセーロ山地（スペイン語版） ナバソラーナ（1,708m）
- パラメーラ山地（スペイン語版） サパテロ峰（2,160m）
- アビラ山地（スペイン語版） ゴリア岩山（1,708m）
- オホス・アルボス山地（スペイン語版） クルス・デ・イエーロ（1,657m）
- マラゴン山地（スペイン語版） クエバ・バリエンテ（1,903m）
- サン・ビセンテ山地（スペイン語版） クルーセス（1,373m）
- グアダラマ山脈 ペニャラーラ（2,428m）
  - ラ・ムヘール・ムエルタ（スペイン語版） ラ・ピナレハ（2,197m）
  - シエテ峰（スペイン語版） シエテ峰（2,138m）
  - ラ・マリシオーサ（スペイン語版） マリシオーサ（2,227m）
  - クエドラ・ラルガ（スペイン語版） カベサ・デ・イエーロ（2,383m）
  - モルクエーラ山地（スペイン語版） ラ・ナハーラ（2,122m）
  - カネンシア山地（スペイン語版） モンダリンド（1,831m）
  - カブレラ山地（スペイン語版） カンチョ・ラルゴ（1,564m）
- ソモシエーラ山地（スペイン語版） コルガディソス（1,834m）
- アイリョン山地（スペイン語版） ロボ峰（2,274m）
  - ロボシージョ山地（スペイン語版） ラ・トルネーラ（1,866m）
  - オセホン山地（スペイン語版） オセホン（2,049m）
- アルト・レイ山地（スペイン語版） アルト・レイ（1,858m）
- ペーラ山地（スペイン語版） シマ・デ・ソモリーノス（1,548m）

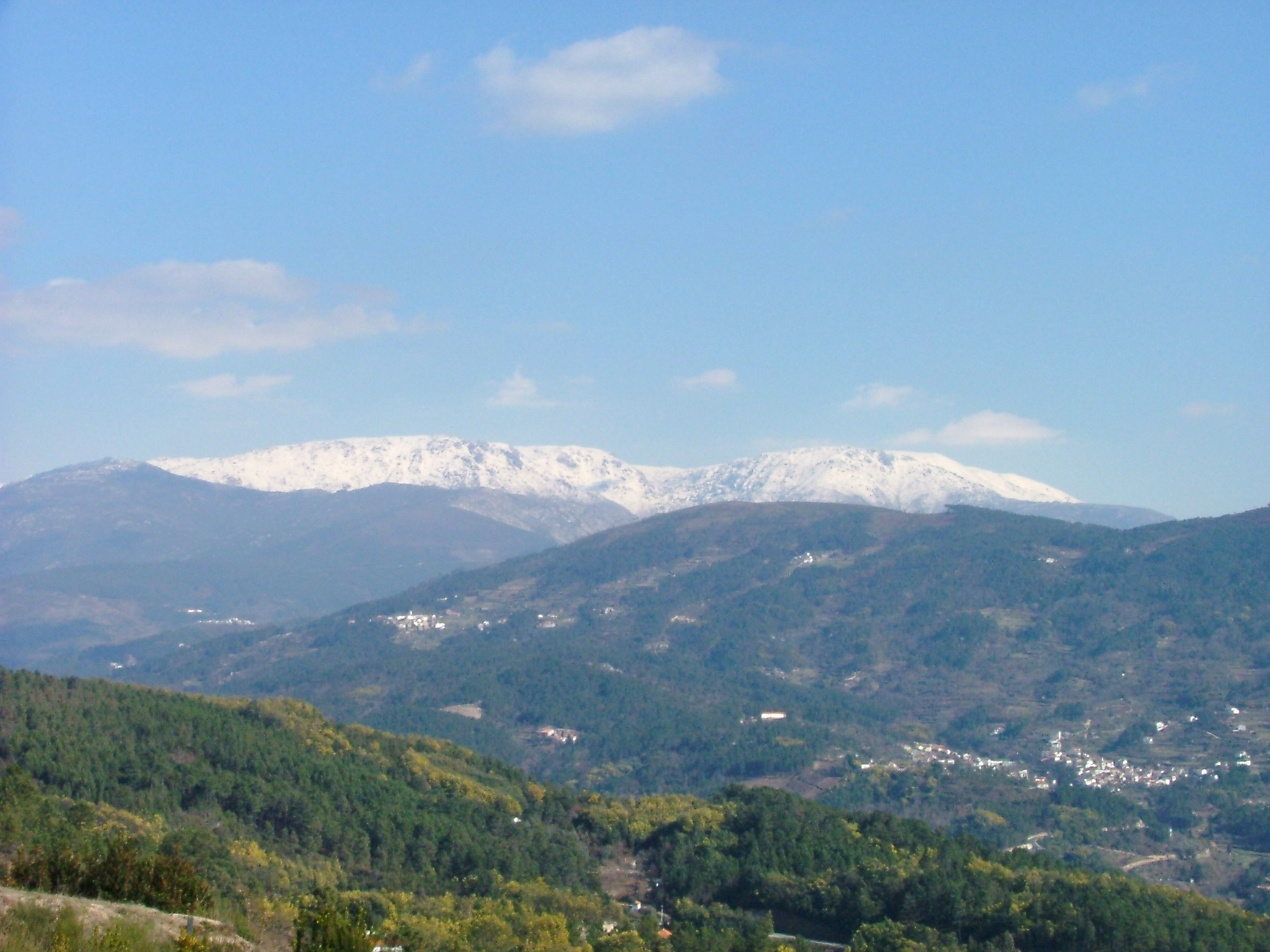
ポルトガル本土の最高地点があるエストレーラ山脈
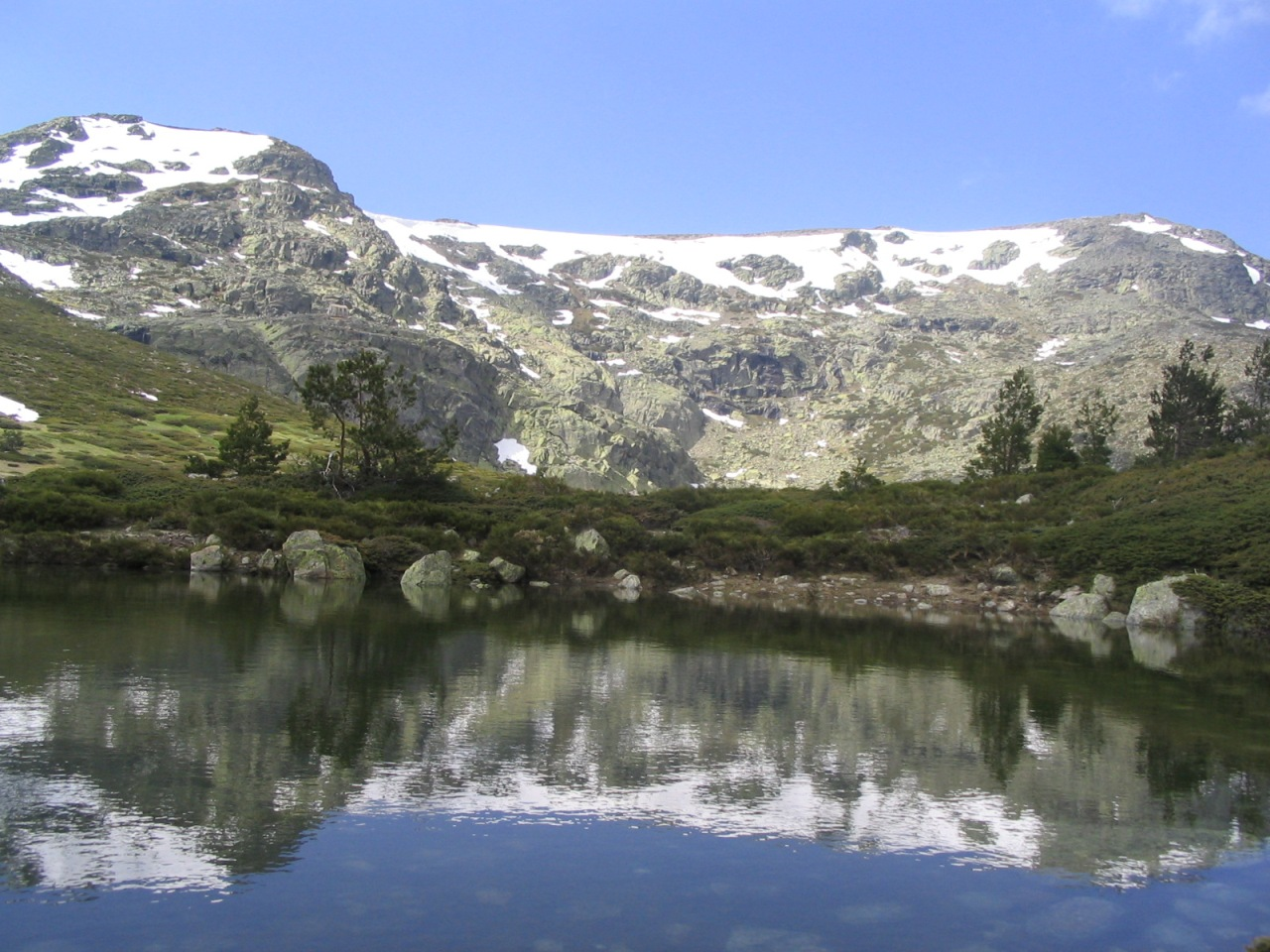
グアダラマ山脈のペニャラーラにある高山湖（英語版）
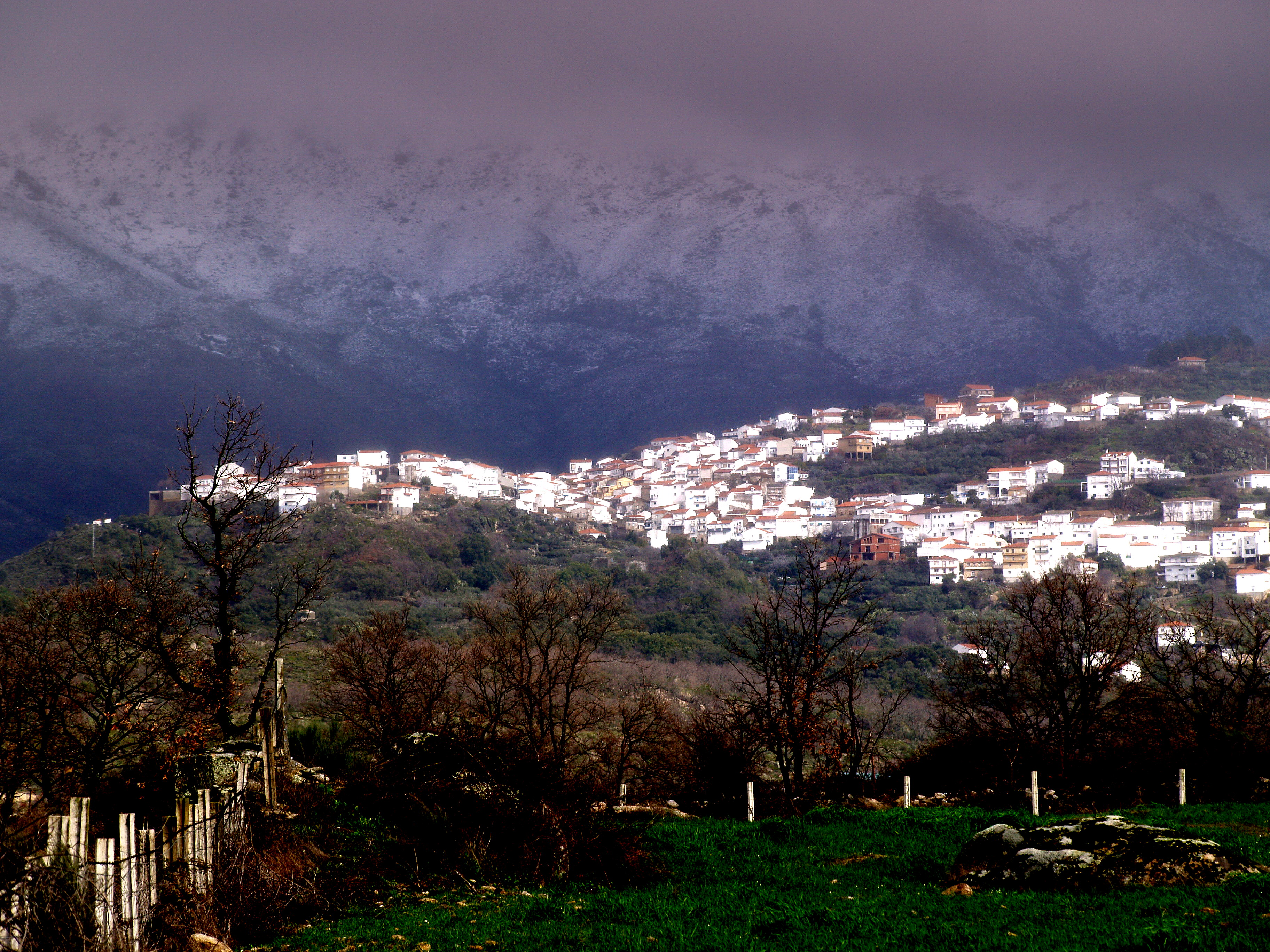
ガタ山地と高地集落
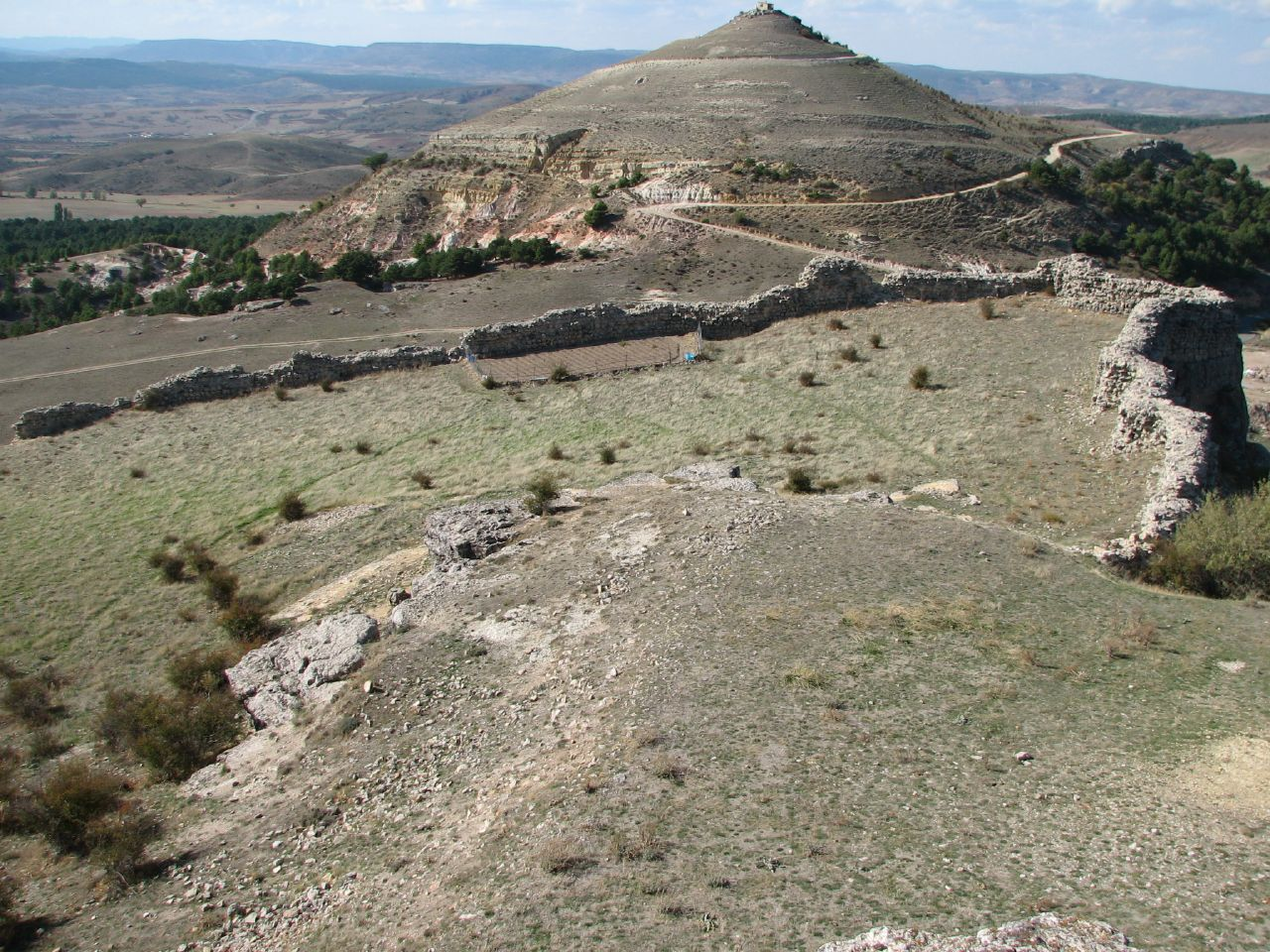
イベリコ山系との遷移地帯にあるパドラストロ岩山

## 文献
- Wes Gibbons & Teresa Moreno, The geology of Spain. Geological Society of London, London, UK, 2003